# Phaethon rubricauda

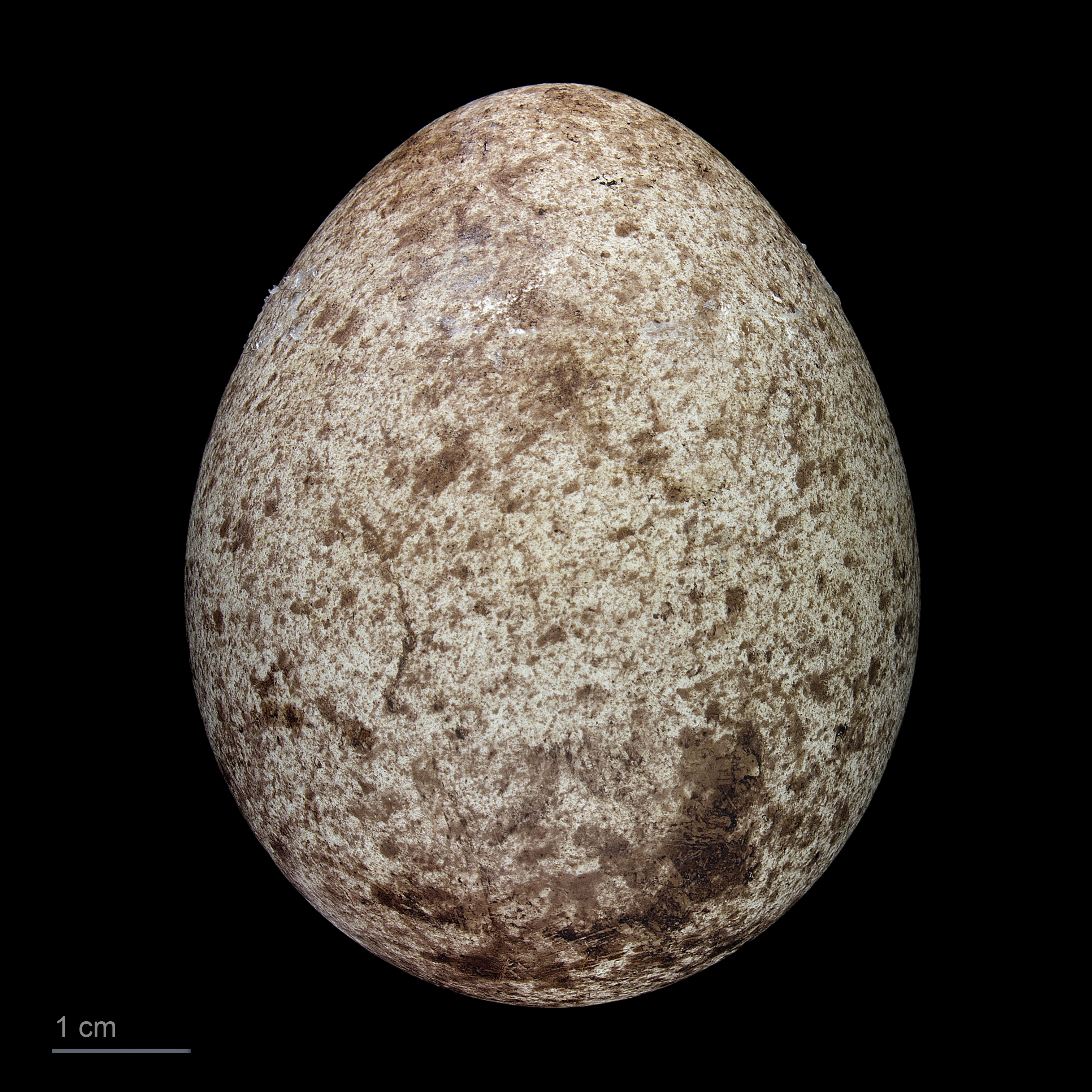
uovo di Phaethon rubricauda

Il fetonte codarossa (Phaethon rubricauda Boddaert, 1783) è un uccello della famiglia Phaethontidae, diffuso tra le aree tropicali degli oceani Indiano e Pacifico.

## Descrizione
Il fetonte codarossa è un uccello di mare, candido e riconoscibile grazie alle lunghe penne timoniere centrali della coda, che sono di colore rosso.  Maschi e femmine hanno livree simili.

## Biologia
Si nutrono di pesci, molluschi e crostacei, che catturano tuffandosi in acqua.
Si radunano in luoghi di nidificazione sulla terraferma, in particolare picchi o falesie. Dopo l'accoppiamento, la femmina depone le uova, che vengono covate per 24 giorni, da entrambi i genitori.

## Distribuzione e habitat
L'areale di questa specie comprende la parte meridionale dell'oceano Indiano e la fascia tropicale dell'oceano Pacifico. Nidifica in numerose isole nonché sulla costa nord-occidentale dell'Australia.

## Sistematica
Phaethon rubricauda ha quattro sottospecie:
- Phaethon rubricauda rubricauda Boddaert, 1783
- Phaethon rubricauda melanorhynchos J.F.Gmelin, 1789
- Phaethon rubricauda westralis Mathews, 1912
- Phaethon rubricauda roseotinctus (Mathews, 1926)